# 鳥取県道163号境港線
鳥取県道163号境港線（とっとりけんどう163ごう さかいこうせん）は、鳥取県境港市を通る一般県道である。

## 概要
境港市朝日町の境港から境港市元町に至る。

### 路線データ
- 起点：境港市朝日町
- 終点：境港市元町（市役所入口交差点、鳥取県道47号米子境港線交点）
- 総延長：0.8 km

## 地理

### 通過する自治体
- 境港市

### 交差する道路
| 交差する道路                                                | 交差する場所 | 交差する場所            |
| ----------------------------------------------------------- | ------------ | ----------------------- |
| 鳥取県道47号米子境港線 鳥取県道502号米子境港自転車道線 重複 | 元町         | 市役所入口交差点 / 終点 |

### 沿線
- 境港
- 境港市立第一中学校